# Corazón salvaje (novela)
Corazón salvaje es una trilogía de novelas que se compone de Corazón Salvaje, Mónica y Juan del Diablo. Fueron creadas por la escritora mexicana Caridad Bravo Adams y publicadas en 1957 después de haber sido adaptadas al cine.
El nombre de las novelas hacen referencia al tipo de vida que lleva el protagonista:

«Con repentina emoción, Juan ha apoyado la mano en el hombro de Colibrí, señalando después cuanto la vista abarca: la playuela desierta, las montañas lejanas, las enormes rocas oscuras amontonadas sobre la costa como cuerpos de gigantes venados, el Peñón del Diablo, y el mar, eternamente inquieto, que estrella contra él la furia de sus aguas. Todo aquel panorama bello y terrible, soberbio y sombrío, del que es como una síntesis su alma ardiente y apasionada, su corazón salvaje...».
Caridad Bravo Adams, “Corazón Salvaje”

La historia tiene lugar en Martinica en 1903 y describe la vida en el mar Caribe de Juan del Diablo, hijo bastardo de un hacendado llamado Francisco D'Autremont,  que crece sin el amor de una familia y se convierte en una especie de pirata aventurero. El destino lo lleva a disputar, contra su medio hermano Renato, el amor de las hermanas Mónica y Aimée Molnar que, a su vez, se enamoran perdidamente de él.

## Origen
Esta novela, original de Caridad Bravo Adams, está ambientada en el Caribe, específicamente en las colonias francesas, y relata las andanzas, en palabras de la autora, de los hermanos D'Autremont y las hermanas Molnar, que se ven envueltos en una enredada historia de amor. 

«Esta es una historia que sólo podría pasar donde pasa... En la Martinica, tierra florida y convulsa, isla volcánica surgida al impulso de un borbotón de fuego, tierra de amores y de odios, de pasiones sin freno, de abnegaciones y de crueldades... Tierra sobre la que habrían de chocar aquellos cuatro corazones apasionados: Mónica, Aimée, Renato, Juan...».
Caridad Bravo Adams, “Corazón Salvaje”

La adaptación mexicana de 1993 está ambientada en la costa del Golfo de México y a esta nos referiremos en adelante por ser la más exitosa y conocida mundialmente.

## Sinopsis de la telenovela de 1993 inspirada en el libro de Caridad Bravo Adams
Francisco Alcázar y Valle es un hombre rico e importante, que posee una hacienda de caña de azúcar y está casado con una mujer severa y sin compasión, Sofía de Alcázar y Valle, con quien tiene un hijo, Andrés Alcázar y Valle, quien se encuentra perpetuamente consentido por su madre. Doña Sofía es una mujer distinguida aunque de carácter fuerte y sentimientos mezquinos, prima de los nobles Condes de Altamira.
Francisco había tenido una aventura con una mujer casada que era maltratada por su marido antes de casarse con Sofía. La mujer quedó embarazada y murió cuando el niño tenía tres años. El muchacho, hijo ilegítimo, es en realidad su primogénito. Cuando esta mujer quedó embarazada, su marido se rehusó a dejarla marchar, no permite que Francisco sepa que el niño existe y tampoco lo reconoce como suyo. Así que el niño, llamado Juan, crece conocido como Juan del Diablo, por no tener apellido. La madre de Juan finalmente muere de la vergüenza y de los malos tratos que había recibido de su marido y el muchacho es criado sin amor ni educación, en la pobreza y desatendido.
Siendo adolescente, el marido de la madre de Juan del Diablo muere y entonces Francisco Alcázar, que acaba de saber de la existencia de ese hijo, le invita a vivir en su hacienda con su familia, pero oculta la identidad de parentesco y se inventa el pretexto de que fuera un compañero de juegos para su hijo Andrés. Sofía descubre le verdad e intenta echar a Juan, a lo que Francisco se opone. Finalmente Francisco tiene un accidente mientras monta a caballo justo antes de reconocer legalmente a Juan como su hijo, como tenía planeado. Francisco, sin embargo, ha dejado una carta con sus intenciones dirigida a su amigo y abogado el licenciado Noel Mancera. Sofía intercepta la carta y la esconde. En su lecho de muerte, Francisco manda llamar a su hijo Andrés, que es apenas un niño, y sin decirle la verdad le pide que cuide de Juan como haría con un hermano. Tras su muerte, Sofía echa a Juan sin decirle nada a Andrés, que echa mucho de menos a Juan.
Quince años después, Juan ya es un hombre que vive entre los marineros y los piratas del puerto, ganándose una dudosa reputación por sus negocios sucios de contrabando, por ganar sus peleas, por ser amable y justo con sus hombres, que le recompensan con una lealtad sin límite. También es un mujeriego, pero nadie le ha robado el corazón. Sabe quién era su padre, porque el licenciado Mancera se lo dijo, pues se convirtió en un padre para él y el único que le ha dado algo de educación. Mancera le ofrece su apellido, pero él rehúsa porque no lo necesita para sus negocios.
Por otra parte, Mónica y Aimeé son las dos adorables jóvenes condesas hijas del fallecido Conde de Altamira. Suelen ser muy respetadas en la alta sociedad sin embargo, la familia De Altamira está en la bancarrota y sus únicas posesiones son: su mansión, el apellido, su belleza y la larga promesa del futuro matrimonio entre la mayor de ellas; Mónica de Altamira con Andrés Alcázar.
Desafortunadamente Mónica, que es reservada y extremadamente prudente, no se escribió con Andrés y él olvida su compromiso con ella. Cuando Andrés llega a la ciudad de México conoce a la hermana de Mónica, Aimeé. Aimeé es muy bonita, pero coqueta y egoísta. Muestra interés en Andrés, por ser rico, atractivo y con poder. Andrés se enamora completamente de Aimeé y se lo cuenta a su madre cuando va a visitarle. Sofía regresa a casa para informar a la Condesa Catalina, su prima y madre de Mónica y Aimeé, acerca de los sentimientos de su hijo. Cuando Catalina se entera del rechazo hacia su hija Mónica, queda consternada, sabiendo que eso puede significar la ruina de su familia. Cuando se entera de que Andrés ama a Aimeé, se horroriza ante el pensamiento de cómo se le va a partir el corazón a Mónica, pero acepta el nuevo compromiso. Cuando Mónica descubre los sentimientos de Andrés, queda destrozada, puesto que ese era el matrimonio con el que siempre había soñado, para eso fue educada y sí estaba enamorada de Andrés. Cae enferma, pero tras recuperarse, decide entrar en el convento local y tomar los hábitos. Les cuenta a todos que se siente aliviada de que Andrés rompiera su compromiso y finge que siempre había tenido vocación religiosa.
Por entonces Aimeé regresa con su madre. Un día, mientras Aimée pasea por la playa descubre y espía a un hombre que se está dando un baño cerca de una casa de la playa. Se trata de Juan del Diablo. Aimeé no le conoce, ni conoce su pasado, ni sabe que es hijo de don Francisco de Alcázar y Valle. Le observa desde la distancia, pero Juan la ve. En los días sucesivos, Aimeé regresa varias veces a espiar a Juan. Él decide encararse con ella y la atrapa mientras ella está escondida esperándole. Pronto tienen un romance y se enamoran.
Mientras que Aimeé mantiene amoríos con Juan, Andrés regresa al pueblo. Con la aprobación de su madre, y de la madre de Aimeé, Andrés le pide su mano en matrimonio, y ella acepta a pesar de su relación con Juan. Por otro lado, Juan empieza a pensar en casarse con Aimeé, motivo por el cual un día le pregunta que si él fuese rico ella se casaría con él, a lo cual ella responde "Si lo fueras, ¿por qué no?". Con esa pequeña esperanza, Juan decide hacer un viaje de dos meses, su último viaje, para amasar una fortuna y poder presentarse ante la familia de Aimeé como un buen futuro esposo. Su mentor, el Licenciado Mancera, le ofrece darle su apellido cuando descubre que Juan tiene inclinaciones por una señorita, desconociendo que la señorita de la cual Juan está enamorado es la condesa Aimeé de Altamira. Juan parte y Aimeé le promete esperarle y casarse con él, aunque ya estaba comprometida con Andrés.
Luego de varias semanas, rumores empiezan a llegar de que Juan del Diablo fue detenido en su viaje y que lo han condenado a 10 años de trabajos forzados. Sabiendo de su ausencia, Espíndola,  el jefe de la cárcel, Bautista, el capataz de Campo Real, y Alberto de la Serna, amigo de Andrés, hacen negocios encarcelando a la gente de Juan y vendiéndolos para trabajos forzados en las haciendas vecinas. Azuzena, la joven protegida de Juan, es enviada con Guadalupe Cajiga, dueño del prostíbulo del pueblo y éste abusa de ella.
Aimeé se entera de que Juan está detenido y fue condenado, sigue con su compromiso con Andrés y la boda se efectúa. Juan llega al pueblo, sin saberlo, el día de la boda de Aimée y Andrés. Solo al día siguiente, cuando se reúne con el Licenciado Mancera para que éste le dé su apellido, se entera de la boda de Aimeé. Entonces parte inmediatamente hacia la hacienda de Andrés, Campo Real, para hacerle frente y llevarse a Aimeé a la fuerza para que ella cumpla su promesa. Andrés, que no sabe nada de su parentesco con Juan ni de la aventura que este tuvo con su esposa, pero que lo recuerda de la niñez, decide emplearlo como nuevo administrador de la hacienda Campo Real, la hacienda de los Alcázar y Valle. Pronto se entera de que su gente ha sido capturada, y los rescata haciendo uso de su autoridad de administrador y la ayuda legal de Don Noel.
Mientras tanto, Mónica ya había abandonado el convento y se encontraba con su familia en Campo Real. Se mantenía ocupada por la vida miserable de los trabajadores y sus familias, defendiendo a Andrés a capa y espada pese a haber roto su compromiso, empieza a ser llamada “Santa Mónica” por Juan, mientras que ella y su madre descubren el romance que este vivió con Aimeé. 
Como Mónica ya no va a ser monja, Andrés quiere reparar su ofensa casándola con su amigo, el ambicioso Alberto de la Serna. Al mismo tiempo se entera de que Juan en realidad es su hermano y de que tuvo un indecente romance con una señorita que vive en la hacienda. Naturalmente, Andrés piensa inmediatamente que se trata de Mónica, ya que siempre la ha visto detrás de él sin saber que estaba pidiéndole que se marchara y dejara en paz a Aimée. A causa de este malentendido, Mónica es empujada a casarse inmediatamente. Ella acepta para proteger a Andrés y a su hermana de la vergüenza, el escándalo y sus consecuencias, pero rehúsa a casarse con Alberto. El licenciado don Noel Mancera le ha hablado de la nobleza y la generosidad de Juan, cosa que ha llegado a vislumbrar por sí misma en el comportamiento que Juan tiene hacia ella y hacia los campesinos, así que le propone a su madre casarse con Juan en vez de casarse con Alberto. Después de todo, también es un Alcázar y Valle y así logrará separarle de Aimeé para siempre. Ante la sorpresa de Andrés, el estupor y la firme oposición de Aimeé y contra todo pronóstico, Juan acepta casarse con Mónica.
Entre tanto, Aimée hace todo por seducir a Juan y separarlo de Mónica. Le dice a Mónica que está embarazada de Juan, pero el enfrenta a Aimée y lo niega frente a Mónica. Juan y Mónica, a pesar de haberse casado por otros intereses, se enamoran, pero el camino no se les hará fácil hasta llegar al "y vivieron felices por siempre". Durante los primeros días de casados apenas se van conociendo, no saben hasta dónde se quieren o si solo se respetan. Así que Juan, inseguro del amor de Mónica, trata de averiguar qué siente ella por él, pues no sabe si ella todavía ama a Andrés, dejando entrever que poco a poco, como ella, se va enamorando sin remedio. Ella siempre le niega seguir queriendo a Andrés y en una charla en la que ambos se confiesan sus vidas y anhelos, Mónica declara su amor a Juan y él quiere creerle porque ya la ama tanto como ella a él y demuestra ya no estar interesado en Aimée. Aimée intenta convencer a Andrés de mudarse cerca de su hermana, provocando más y más tensiones con doña Sofía quien ya se ha enterado su pasado. Aimée, no se conforma con haber perdido a Juan frente a la santurrona de su hermana, prepara una jugarreta y esconde un retrato de Andrés donde Mónica le declaraba su amor entre la ropa que ella dejó en casa de su madre y la envía a casa de Juan. Azucena quien vive en la casa como huésped, también está celosa de Mónica y muestra a Juan el retrato. Este monta en cólera y pide cuentas a Mónica, pero su marido es tan celoso y está tan furioso, que de nada sirve que ella llore y lo niegue. Él se marcha a la cantina de su amigo el Tuerto y solo la intervención de Don Noel hace que regrese a su casa y pida perdón a Mónica. Él acepta que es ella la única que lo trae loco y que se dejaría matar por ella. Llegan días muy felices, los dos muy enamorados. 
Azucena está embarazada de Cajigas quien la violó tres meses antes y engaña a Mónica diciendo que el hijo que espera es de Juan, y que Juan lo sabe pero lo negara si Mónica lo enfrenta. Mónica no dice nada y Juan parte a un viaje de negocios. Al mismo tiempo, Cajigas quien ya se enteró del pasado de Aimée, le envía una carta para chantajearla, pero Bautista se la entrega Andrés quien furioso ataca a Aimée, y se pone más furioso cuando se da cuenta de que todo el mundo estaba enterado menos él. Parte a enfrentar a Juan pero no lo encuentra y habla con Mónica quien por más que insiste que ambos Juan y Andrés fueron víctimas de Aimée, él no lo acepta y parte diciendo que la salvara de ese matrimonio entendiendo que ella se casó con alguien a quien desprecia por amor a él.
Sabiendo de su ausencia, el jefe de la cárcel, Espíndola, y su compadre Guadalupe Cajiga preparan una trampa para poder acusarle de contrabando de armas y de asesinato. A su regreso Juan es detenido en su casa junto con el Tuerto y Don Noel, quien es liberado poco después.
Espíndola no deja que Mónica visite a Juan, aunque se lo permite a Aimée a cambio de la promesa de sus favores amorosos. Así que Mónica no tiene más remedio que disfrazarse de monja para poder visitar a Juan con la excusa de estar haciendo obras de caridad.
Mientras, doña Sofía se entera de los amores que tuvieron su nuera Aimée y Juan, por lo que traza un plan junto a su amigo Alberto de la Serna para deshacerse de Juan y de Aimée: decirle a ella que se escaparán juntos y a él que lo hará con Mónica para luego poder matar a su nuera y a Juan fingiendo un accidente.
Como Juan no se fía de Doña Sofía, decide adelantar su fuga un día, pero no cuenta con que Aimée ha ido a la cárcel y que Espíndola pretende cobrarse. Al oírla, Juan acude y Espíndola le dispara, hiriéndole de gravedad, por lo que el Tuerto dispara a su vez y mata.  a Espíndola. Así consiguen escapar, pero como Juan está tan mal herido se lo llevan a la cabaña de la curandera Tehua, donde también se esconde Aimée.
Entre doña Sofía, Alberto de la Serna y Guadalupe Cajiga hacen correr el rumor de que Juan y Aimée se fugaron juntos en el barco de Cajiga, habían hecho explotar al barco para fingiro que habían muerto juntos.
Oportunamente, el juez de San Pedro se jubila y le sustituye Marcelo Romero Vargas, quien viene acompañado de su cuñada Amanda, viuda de su hermano, y de su sobrina Mariana. No tarda en saberse que Mariana no es hija del marido de Amanda, sino de Don Noel. Romero Vargas tiene un estricto sentido de la justicia y se hace cargo del caso de Juan pese a que se esté tramitando su certificado de defunción. Don Noel averigua que las armas encontradas en la bodega de Juan no proceden del contrabando, sino de un decomiso anterior y que el muerto no es sino otro reo que estaba en la cárcel desde antes de que Juan partiera.
Mónica, destrozada por el dolor y de luto, cree como todos que Juan y su hermana han muerto; pero unos días más tarde gracias a unas palabras de Azucena, descubre que Juan puede estar vivo y decide vender la casa y el barco para hacerle volver. Finalmente alquila la casa al nuevo juez y regresa a casa de su madre, le da los papeles del barco a Andrés para que lo venda. Este lo compra para desquitarse y Bautista, el capataz de la hacienda, lo hunde.
Mientras Juan se recupera en la cabaña de Tehua, encuentra a Aimée en lugar de a Mónica. Aimée está embarazada y pretende engañar a Juan para que crea que el hijo es suyo y no de Andrés, pero es ella la engañada y Juan va a ver a Mónica.
Mónica, que no cabe en sí de gozo al ver a Juan, le cuida la herida, le hace descansar y le propone escapar juntos, pero Juan se niega a pesar de que su deseo es parmencer a lado de Mónica; él argumenta que no quiere huir toda la vida, ni de la justicia, porque es inocente, ni de Andrés, que ahora cree que se escapó con su mujer y querrá vengarse.
Cuando Juan reaparece en misa delante de todo el pueblo, Andrés le reta a un duelo y cuando éste se produce, Andrés está tan borracho que falla dos veces, pero Juan le perdona la vida hiriéndole en una mano y más que nunca en el orgullo.
Como ya se sabe que Juan y Aimée no han muerto, se inventa el chisme de que Aimée fue llevada a la fuerza por los hombres de Juan para que ella pueda volver a casa con Andrés, pero aún queda pendiente la muerte de Espíndola. Como el Tuerto lo mató para salvarle la vida a Juan, él se siente comprometido y decide echarse la culpa y alegar que fue en defensa propia. Como Mónica le dice que no podría soportar volver a verlo preso y menos para proteger a otro, Juan decide que lo mejor será apartarla de él mientras no se demuestra su inocencia, se esconde en un cortijo abandonado y, cuando Mónica va a buscarle para decirle que no pudo recuperar el barco y que este se hundió, él le miente y le hace creer que el barco era más importante que ella, encontrando así la excusa para hacer que ella se aleje de él.
Entretanto, Andrés se ha enterado de que Aimée fue la amante de Juan y solo la mantiene en la casa porque espera un hijo, pero Aimée sufre un aborto; para ocultarlo decide salir a caballo y fingir una caída. Bautista, para vengar a sus amos esconde una piedra bajo la silla del caballo; mientras Aimée galopa se encuentra con Mónica quien viene de hablar con Juan sobre el barco. El caballo se encabrita, Mónica cree que por su culpa, y Aimée cae sobre unas rocas. Gravemente herida, la llevan a su casa donde muere, no sin antes aprovechar el sentimiento de culpa de su hermana para hacerle prometer que nunca regresará con Juan.
Andrés, despechado y sobre todo viudo, decide que se equivocó, que debió casarse con Mónica y que para conseguirlo solo tiene que quitarle el apellido a Juan. De ese modo el matrimonio quedaría invalidado, puesto que Juan Alcázar y Valle dejaría de existir.
Por otra parte, Juan debe entregarse hasta que se aclaren todos sus asuntos con la justicia. Aprovechando esta circunstancia y destrozada por la muerte de su hija Aimée, doña Catalina vende su casa a Juan, sin que Mónica sepa que él la compra, para que no tenga a dónde ir y obligarla a ir con ella a la capital a casa de su tía Amalia.
Cuando Juan sale de la cárcel tres meses después va a la capital a buscar a su esposa, pero se encuentra a la prima de Mónica quien le dice que ella no quiere verle. Desolado, regresa a San Pedro, mientras tanto Andrés sí la visita.
Doña Catalina ve con buenos ojos que Andrés quiera casarse con Mónica y trata de convencerla para que acepte, por lo que regresan a San Pedro. Mientras pasea por el mercado de San Pedro con Andrés y su prima Dolores, Mónica se reencuentra con Juan quien quiere hablar con ella y explicárselo todo, pero ella no se siente con fuerzas para seguir sufriendo y declina hablar con él. Por eso Juan se cuela por la noche en casa de Andrés hasta el cuarto donde Mónica duerme con su prima, dispuesto a obligarla a escucharle aunque ella le suplica que se vaya. Salen al salón y allí los sorprenden Andrés y Bautista. Empieza un zafarrancho entre los hermanos y Bautista dispara a Juan para proteger a Andrés, pero Mónica se interpone y es herida en un brazo.
Decidida a no soportar más que los dos hermanos la tomen como moneda de cambio, se alquila un cuarto y se va a vivir sola, pese a la oposición de todos, especialmente de su madre Doña Catalina.
Por otra parte, como Doña Sofía no quiere que su hijo se case con Mónica, pues culpa a su prima Catalina y a sus hijas de todas sus desgracias, conspira para que Mónica regrese con Juan. Sale a la luz de nuevo la carta que escribió Francisco reconociendo a Juan y que cayó en manos de Guadalupe Cajiga después de que Bautista se la robó a Doña Sofía. Así que Sofía y Alberto urden un plan para atacar a Bautista y robarle la carta que creen que aún tiene, pero Juan piensa tiene la misma idea. Cuando Bautista es apaleado y registrado por los mercenarios de Alberto el sobre no aparece, lo que disgusta mucho a Sofía. Ese sobre estaba escondido en el sombrero de Bautista. Juan cree que se les han adelantado, pero el Tuerto se queda con el sombrero donde casualmente termina por aparecer el sobre. Así que Juan piensa que le será suficiente para demostrar la existencia de la carta ante el juez Romero Vargas.
Una noche Andrés se encontraba borracho y deseoso de venganza, así que se presenta en el cuarto de Mónica y trata de hacerla suya por la fuerza diciendo que si Juan tuvo a Aimée, él también tiene derecho a tener a Mónica, pero las súplicas de ella le hacen ver lo que está a punto de hacer y se marcha. Ella no lo cuenta, pues teme que esta vez Juan mate a Andrés.
Juan sigue insistiendo en que Mónica aún le quiere como él a ella y la visita por las noches en su cuarto. La casera se queja de que no es decente que a Mónica la visiten hombres a deshoras en estado inapropiado. Pero Juan, que ha recuperado su apellido gracias a la carta y al juez Romero Vargas, va a buscar a Mónica y se la lleva a casa, a la antigua casa Doña Catalina.
Finalmente, Andrés manda llamar a Juan a su casa y mientras están los dos allí Andrés le miente a Juan, le dice que hizo suya a Mónica. En ese momento se produce un terremoto que derrumba la casa sobre sus cabezas. Andrés queda atrapado bajo los escombros y Juan, conmovido, le salva la vida, pese a todo, antes de regresar corriendo a su casa en ruinas para encontrar que Mónica ha desaparecido. Desesperado, la busca sin descanso durante dos días entre los heridos y los muertos, hasta que finalmente aparece en casa de Tehua. Va hacia allá cuando le emboscan en un risco Bautista y sus hombres para matarle, pero salta al agua, donde Bautista lo da por muerto, y Mónica, que lo ha visto, salta tras él y al fin se reencuentran.
Juan se entera de que Mónica está esperando un hijo, pero dice que no le importa si es de Andrés. Al oír esto, la pobre Mónica se desmaya de la impresión de que Juan haya podido creerle a Andrés.
Andrés, herido por el terremoto, consciente de que Juan le salvó la vida a pesar de todo, por fin recapacita: hace saber a su madre que no quiere volver a saber de ella porque con sus intrigas no ha conseguido más que destrozarle la vida. Además mata a Bautista cuando este pretende asfixiar a Doña Sofía.
Cuando sabe que Juan está en su casa, Andrés se presenta allí para aclarar que nunca llegó a abusar de Mónica, le pide perdón por todo y se despide de su hermano.
Por fin, Juan y Mónica pueden vivir felices. FIN 

## Adaptaciones
Ha habido cinco producciones mexicanas basadas en el libro, dos películas y tres telenovelas, una de las cuales fue rodada en Puerto Rico. La penúltima producción fue la telenovela de 1993 protagonizada por Edith González como Mónica de Altamira, Eduardo Palomo como Juan del Diablo, Ana Colchero como Aimée de Altamira y Ariel López Padilla como Andrés Alcázar y Valle. Sin embargo, la historia adaptada por María Zarattini, tiene lugar cerca de Puerto Vallarta, y los apellidos franceses fueron cambiados por apellidos españoles, Molnar por de Altamira y D'Autremont por Alcázar y Valle.
La cantante Angélica María interpretó el papel de Mónica en la película de 1968 y en la telenovela de 1977, que fue rodada con la colaboración de la Armada Mexicana.
En octubre del 2009 se estrenó una nueva versión a cargo de Salvador Mejía, titulada con su nombre original, sus protagonistas son Aracely Arámbula y Eduardo Yáñez, la cual fue rodada en el puerto de Alvarado, Veracruz. Cabe mencionar que esta adaptación ha manejado tecnología nunca antes utilizada en una telenovela mexicana, incluyendo una réplica a escala natural de un velero para usarlo en un set con pantalla verde.
En Venezuela, Radio Caracas Televisión (RCTV) hizo la telenovela 

### Corazón salvaje (telenovela de 1965)
Grandes actores venezolanos: 
- Doris Wells como Aimeé de Molnar,
- Eva Moreno como Mónica de Molnar,
- Oscar Martínez como Juan del Diablo y
- Miguel Ángel Landa como Renato D'autremont.  Romántica, apasionada y hermosa, con maravillosos actores de la época.

Las adaptaciones en la pantalla han sido:

### Corazón salvaje (telenovela de 2009)
Telenovela de 135 capítulos (Fusión con Yo compro esa mujer, de Olga Ruilópez),
- Aracely Arámbula interpreta a Regina Montes de Oca / Aimee Montes de Oca.
- Eduardo Yáñez es Juan Del Diablo
- Cristián de la Fuente es Renato Vidal Montes de Oca
- Laura Flores es María del Rosario

### Corazón salvaje (telenovela de 1993)
Telenovela de 80 capítulos. Esta es considerada la mejor versión realizada.
- Edith González: Mónica de Altamira
- Eduardo Palomo: Juan del Diablo
- Ana Colchero: Aimee de Altamira
- Ariel López Padilla: Andrés Alcázar y Valle
- Enrique Lizalde: Noel Mancera
- Claudia Islas: Sofía de Alcázar y Valle

### Corazón salvaje (telenovela de 1977)
- Angélica María: "Mónica Molnar"
- Martín Cortés: "Juan del Diablo"
- Susana Dosamantes: "Aimee Molnar"
- Fernando Allende: "Renato D'Autremont"

### Película de 1968
- Angélica María: "Mónica Molnar"
- Julio Alemán: "Juan del Diablo"
- Teresa Velázquez: "Aimee Molnar"
- Manuel Gil: "Renato D'Autremont"

### Corazón salvaje (telenovela de 1966)
- Julissa: "Mónica Molnar"
- Enrique Lizalde: "Juan del Diablo"
- Jacqueline Andere: "Aimee Molnar"
- Enrique Álvarez Félix: "Renato D'Autremont"

### Película de 1956
- Martha Roth: "Mónica Molnar"
- Rafael Beltran: "Juan del Diablo"
- Christiane Martel: "Aimee Molnar"
- Carlos Navarro: "Renato D'Autremont"

### Telenovela Juan del diablo (Puerto Rico) en 1966
- Braulio Castillo: Juan del Diablo
- Gladys Rodríguez: Mónica Molnar
- Martita Martínez: Aimeé Molnar
- José Yedra: Renato D'Autremont